# Iván Álvarez
Iván Marcelo Álvarez Valenzuela (Curicó, Chile, 20 de enero de 1980) es un exfutbolista chileno, que jugaba de delantero. Es hijo del exjugador de Colo-Colo Luis Hernán Álvarez y hermano mellizo del, también futbolista profesional, Cristián Álvarez.

## Trayectoria
Comenzó desde muy pequeño a tocar el balón con sus pies, jugando en la Escuela de Fútbol Municipal de Curicó (posteriormente llamada Escuela de Fútbol Juventud 2000), que fundó su padre. A los 13 años comenzó a realizar las divisiones menores en la Universidad Católica, debutando como profesional en "los cruzados" el año 2000. Luego, al año siguiente es enviado a préstamo a Deportes Temuco, en una histórica campaña del cuadro "albiverde", se coronaron campeones de la Primera B 2001 con 5 fechas de antelación al término del torneo, y Álvarez fue uno de los goleadores del imbatido equipo, con 14 anotaciones.
El otro club en donde Álvarez tuvo un paso destacado fue Rangers de Talca, en 2003 y entre 2009 y 2011. Su segunda etapa fue la mejor, ya que fue capitán del equipo que consiguió el ascenso a la Primera División, tras obtener el segundo lugar del Apertura de la Primera B 2011, clasificar a la definición ante Everton de Viña del Mar y lograr subir de categoría. Después de esto, Iván Álvarez se retiró de la práctica de fútbol profesional.
Tras su retiro del fútbol activo, trabajó como panelista del programa "En el nombre del fútbol", edición Primera B, del Canal del Fútbol (CDF) y como comentarista de partidos de fútbol transmitidos por dicho canal. En febrero de 2018, se integró como profesor de las divisiones inferiores de Universidad Católica.

## Clubes
| Club                  | País    | Año       |
| --------------------- | ------- | --------- |
| Universidad Católica  | Chile   | 2000      |
| Deportes Temuco       | Chile   | 2001-2002 |
| Rangers               | Chile   | 2003      |
| Cobreloa              | Chile   | 2004      |
| Santiago Wanderers    | Chile   | 2004      |
| Palestino             | Chile   | 2005      |
| Deportes Concepción   | Chile   | 2005      |
| Jorge Wilstermann     | Bolivia | 2006      |
| Deportes Puerto Montt | Chile   | 2006-2007 |
| Deportes Melipilla    | Chile   | 2008      |
| Deportes Puerto Montt | Chile   | 2009      |
| Rangers               | Chile   | 2009-2011 |

## Palmarés

### Campeonatos nacionales
| Título    | Club            | País  | Año  |
| --------- | --------------- | ----- | ---- |
| Primera B | Deportes Temuco | Chile | 2001 |

### Distinciones individuales
| Distinción                                                | Año  |
| --------------------------------------------------------- | ---- |
| Máximo goleador de la Tercera División de Chile (9 goles) | 2000 |